# 2. Feldhockey-Bundesliga 2017/18 (Damen)
Die Saison 2017/18 der 2. Bundesliga Damen startete am 9. September 2017 und endete am 17. Juni 2018.

## Tabellen
Legende:

| (A) | Absteiger aus der 1. Bundesliga |
| (N) | Aufsteiger aus der Regionalliga |
|     | Aufsteiger in die 1. Bundesliga |
|     | Absteiger in die Regionalliga   |

| Platz | Club                      | Spiele | Tore  | Punkte |
| ----- | ------------------------- | ------ | ----- | ------ |
| 1.    | Bremer HC                 | 14     | 34:10 | 36     |
| 2.    | Eintracht Braunschweig    | 14     | 29:14 | 28     |
| 3.    | Klipper THC               | 14     | 20:18 | 20     |
| 4.    | Kölner HTC Blau-Weiss     | 14     | 17:17 | 19     |
| 5.    | Bonner THV                | 14     | 19:20 | 17     |
| 6.    | RTHC Bayer Leverkusen (N) | 14     | 22:30 | 16     |
| 7.    | TG Heimfeld (N)           | 14     | 16:19 | 14     |
| 8.    | ETuF Essen                | 14     | 19:48 | 09     |

| Platz | Club                  | Spiele | Tore  | Punkte |
| ----- | --------------------- | ------ | ----- | ------ |
| 1.    | Zehlendorfer Wespen   | 14     | 36:11 | 34     |
| 2.    | Rüsselsheimer RK (A)  | 14     | 49:16 | 31     |
| 3.    | TuS Lichterfelde (A)  | 14     | 30:21 | 26     |
| 4.    | TuS Obermenzing       | 14     | 21:27 | 20     |
| 5.    | Bietigheimer HTC (N)  | 14     | 22:30 | 17     |
| 6.    | Feudenheimer HC       | 14     | 14:20 | 11     |
| 7.    | Eintracht Frankfurt   | 14     | 08:23 | 11     |
| 8.    | SC Charlottenburg (N) | 14     | 15:47 | 04     |

## Auf- und Abstieg
Die jeweils Ersten der beiden Gruppen steigen in die 1. Bundesliga auf.
Die beiden letzten Teams der 1. Bundesliga steigen in ihre jeweilige Gruppen ab. Abhängig von der Gruppenzugehörigkeit der Absteiger aus der 1. Bundesliga, steigen aus einer Gruppe der 2. Bundesliga eine, zwei oder drei Mannschaften in die Regionalliga ihrer Region ab.
Absteiger aus der 1. Bundesliga sind für die nächste Saison der Club Raffelberg und der Großflottbeker THGC, beide steigen in die Gruppe Nord ab, daher gibt es dieses Jahr drei Absteiger in der Gruppe Nord, und nur einen in der Gruppe Süd.
Die beiden Sieger der Regionalligen Nord und West steigen in die Gruppe Nord, die Sieger der Regionalligen Ost und Süd in die Gruppe Süd auf. Zweite Mannschaften können nicht in die Bundesliga aufsteigen, in diesen Fällen rückt die bestplatzierte erste Mannschaft der Regionalliga nach.
Aufsteiger aus der Regionalliga für die nächste Saison sind im Süden der Nürnberger HTC und Blau-Weiss Berlin, im Norden der Club zur Vahr und der Crefelder HTC.